# Hindpool
Hindpool – dzielnica w Barrow-in-Furness, w Anglii, w Kumbrii, w dystrykcie (unitary authority) Westmorland and Furness. W 2011 dzielnica liczyła 5851 mieszkańców.